# 112 (служба екстреної допомоги)

112 (служба екстреної допомоги)

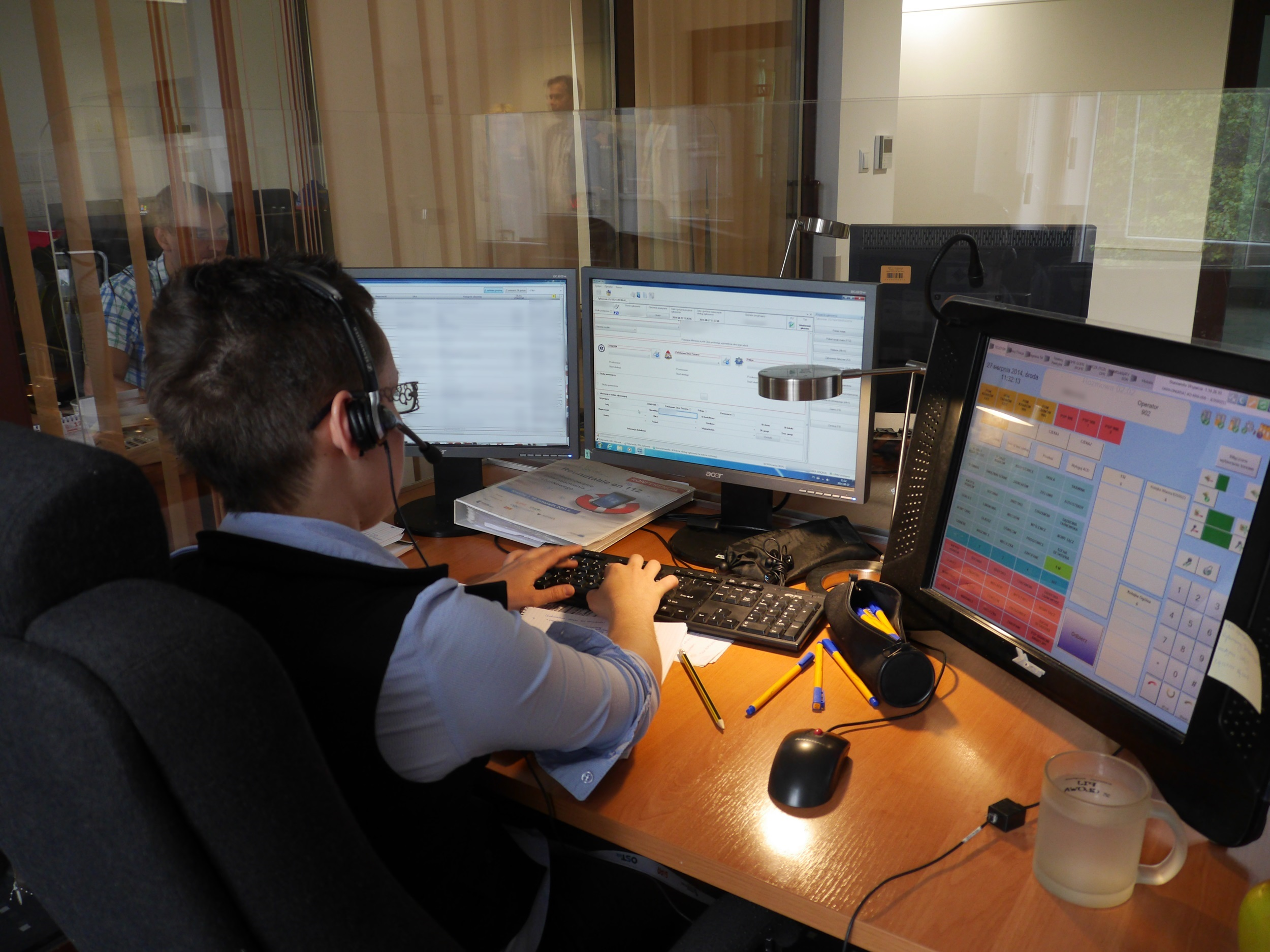

112 — чергово-диспетчерська система екстреної допомоги населенню за єдиним безплатним телефонним номером виклику екстрених служб 112, який запроваджено в усіх країнах-членах Європейського Союзу (відповідно до пропозиції Європейської комісії № 91/396/EEC від 1991 р.), ЄЕЗ та ряду інших країн, зокрема і в Україні, ключовим елементом якого є диспетчерський центр (англ. PSAP—Public Safety Answering Point), який координує дії таких спеціальних служб як поліція, пожежна охорона, швидка медична допомога, рятувальні служби та інше. 11 лютого (11.2) з метою популяризації номера серед населення країн-членів ЄС проводиться всеєвропейський день 112.

## E112
Функції Європейської системи екстреної допомоги згідно з рекомендацією Європейської Комісії № 2003/558/EG мають бути розширені можливістю автоматичної локалізації засобу зв'язку при находженні з нього дзвінка до диспетчерського центру (Автоматична передача даних географічного положення на зразок системи Enhanced 911, яка діє в США). Завдяки E112 стає можливим запровадити європейську службу аварійного сповіщення на автотранспорті eCall.

## Особливості набору з приладів стільникового зв'язку
Набір номера 112 має найвищий пріоритет у мережі, є безплатний та може бути здійснений з будь-якого телефону без введення PIN-коду та при заблокованій клавіатурі. Однак через зріст зловживань у низці країн передумовою набору є інстальована в телефон SIM-карта.

## Система екстреної допомоги «112» в Україні
Впровадження державної системи «112» відбувається в рамках підготовки та проведення в Україні чемпіонату Європи 2012 року. Перший етап передбачає створення робочої групи, до якої входять фахівці МНС, МВС, Мінтрансу, МОЗ, НКРЗ, СБУ, Держспецзв'язку, МЖКГ, Мінпаливенерго, Мінекономіки, КМДА і Асоціації операторів зв'язку «ТЕЛОС» та розробку технічного проєкту, обсягом 2,2 млн гривень (2009 року).
Другий етап передбачає розгорнення до липня 2011 р. системи у Києві, Львові, Харкові та Донецьку з бюджетом 630 млн грн (кошторис 2007 р). На прикладі Львова система буде охоплювати всю область і об'єднає чотири служби — 101, 102, 103 i 104. На час проведення ЧЄ-2012 працювали оператори зі знанням англійської та польської мов та психологи. Програмно-апаратний комплекс «Оберіг» розроблено «Українськими спеціальними системами зв'язку» МНС України та Інститутом проблем інформації НАН України та буде розташований у будівлі Головного управління МНС у Львівській області.
З 16 січня 2012 року в тестовому режимі запрацював сайт системи: https://web.archive.org/web/20170506110753/http://www.112.gov.ua/.
На початку 2013 року голова Держслужби з надзвичайних ситуацій Михайло Болотських пообіцяв, що проєкт зі створення Системи 112 буде реалізовано. За рік пресслужба ДСНС повідомила, що протягом року не планується здійснювати жодних практичних заходів щодо впровадження Системи 112.
З березня 2015 року у Львівській області запрацював пілотний проєкт «Єдина служба допомоги населенню 112», до якого були залучені Львівська ОДА, облрада, ГУ ДСНС, МВС, Департамент охорони здоров'я, ПрАТ «Львівгаз» та Львівський обласний контактний центр.
У вересні 2019 року в Білій Церкві Київської області почали тестувати систему екстреного реагування 101 як частини загальної системи екстреної допомоги населенню за єдиним номером 112.
5 січня 2020 року радниця міністра цифрової трансформації Яніка Мерило повідомила про створення пілотного проєкту єдиного номера екстреної допомоги 112 у Києві, Київській та Дніпропетровських областях.
7 вересня 2022 року Народні депутати ухвалили в цілому Закон (№ 7581) про внесення змін до деяких законів України щодо вдосконалення системи екстреної допомоги населенню за єдиним телефонним номером 112 , який створює підстави для впровадження в Україні єдиного центру прийняття та обробки екстрених викликів. Цей закон впровадив в Україні номер «112» єдиним для надання екстреної допомоги громадянам.